# Eoparargyractis floridalis
Eoparargyractis floridalis är en fjärilsart som beskrevs av Lange 1956. Eoparargyractis floridalis ingår i släktet Eoparargyractis och familjen Crambidae. Inga underarter finns listade i Catalogue of Life.